# Blairgowrie and Rattray
Pour les articles homonymes, voir Rattray.
Blairgowrie and Rattray est une ville du Perth and Kinross en Écosse, au Royaume-Uni.

## Personnalité
- Mungo Murray (1802-1890), explorateur, y est mort.

## Monument
- Newton Castle